# 捨てられた皇妃
『捨てられた皇妃』（すてられたこうひ、朝: 버림 받은 황비、英: The Abandoned Empress、中: 被废弃的皇妃）は、Yunaによる韓国の小説、漫画、ウェブトゥーン。韓国の小説投稿サイト「ジョアラ」でオンライン小説として連載。2014年11月7日に、韓国の出版社BIack Label Clubにより書籍化される。その後、カカオページにて、2017年6月9日から作画iNAによる漫画版の連載開始、日本語版は2018年9月2日からピッコマにて連載を開始している。日本での単行本は漫画の方が先に発売され、小説版は後から出た。2019年、カカオジャパンマンガ・ウェプトゥンプラットフォームピックコマで「BEST OF 2019」5位に入賞し。2022年3月時点で電子版を含めた累計発行部数は122万部を突破している。

## あらすじ
主人公アリスティアは、モニーク侯爵家に生まれ未来の皇后として育てられた。しかし、ある日異世界からやってきた美優によって皇后の座を奪われて皇妃となり、その後反逆罪に問われて処刑される。しかし、目覚めたら9歳の自分に転生していた。前世でのトラウマを乗り越えながら、残酷な運命を回避するため様々な行動を開始する。

## 登場人物

### 主要人物
声は、PVの担当声優。
アリスティア・（フィオニア）・ラ・モニーク
声 - 雨宮天
本作の主人公。モニーク侯爵家の令嬢にして、皇太子ルブリスの婚約者。銀色の髪に琥珀色の瞳を持つ16歳の少女。
愛称は「ティア」。
転生前は生まれた時から次期皇后として育てられ我慢を強いられも異世界からやって来た本物のお告げの子である美優にその座を奪われて側室である皇妃となる。
皇妃となった後も仕事をしない美優に代わって激務をこなし、ルブリスのために努力をするが彼からは冷遇をされている。
彼から無理矢理迫られた末に子供を身籠るが後継者にはしないと告げられてしまう。ある日、ルブリスとの事故によって転倒したことで流産してしまい、今後は子供を望むことができないと宣告される。
その後、自身の父親が子供を身籠っていた美優を流産させた容疑をかけられてしまいルブリスに父親の助命嘆願をするが残酷なことを告げられたことで今までの思いが爆発。怒りでルブリスを暗殺しようとするが失敗してしまい、その罪で処刑されてしまう。
その後、9歳の自分に転生し、前世の自分とは違い、周りの人々と交流を深めていき、神ビタに「フィオニア」という名を授かる。
自分に待ち受ける過酷な運命を避けるべく、モニーク家の後継者になることを決意し、騎士になることを志す。
二度目の人生でも当初はルブリスから冷たく当たられていたがアリスティアが体調を崩したことをきっかけにその態度を改めて次第に婚約者という形だけではなく、愛する女性として厚遇する。たびたび好意があることを伝えられるが前世のトラウマから自分はいつか捨てられてしまうのではないかと思っている。
貴族派の策略によって毒を盛られた影響で皇宮医から不妊という診断を下されてしまうが友人のベアトリーシャが刺された事件の際に顔色が悪かったことで駆けつけた別の皇宮医の診察を受け、不妊ではなかったことが明らかになった。
ルブリス・カマルディン・シャーナ・カスティーナ
声 - 田丸篤志
カスティーナ帝国の皇太子で、後の第34代皇帝。青い髪と瞳を持つ20歳の青年。アリスティアより4つ年上。愛称は「ルブ」。転生前はアリスティアを特に疎み嫌っており、代わりに美優を優遇する。アリスティア本人と彼女の父、そして彼女が自分との間に身籠った子を死に追いやる。
二度目の人生でも、最初のころはアリスティアに対し、憤りを感じていたが、ルブリスの心も徐々に変わりアリスティアに優しく接するようになる。成長するとともに彼女の境遇が自身が知っている以上の複雑な境遇であることを知ると彼女に対して酷い態度を取っていたこと後悔し、アリスティアを愛する女性として本気で愛するようになる。
父親である皇帝から愛ゆえに次期皇帝として期待されて厳しく育てられている。
アリスティアがイット王女に執拗に嫌がらせをされた際には、わざとイット王女を調子に乗らせて社交界の人々の前で恥をかかせたりして仇を取っている。
美優が再びやって来ても、前世とは違いアリスティアを自身の皇后に望んでいることを公言する。
カルセイン・デ・ラス
ラス公爵家の次男で、ルブリスの従弟に当たる。「最年少騎士」となるほどの剣技の才覚の持ち主。赤い髪に水色の瞳を持つ。アリスティアより3つ年上。愛称は「セイン」。血気盛んな性格でのちに史上最年少で騎士となる。アリスティアが転生をする前は交流はなかった。二度目の人生では当初、令嬢であるアリスティアが剣術をやることを快く思っていなかったが彼女が真剣に騎士になることを志しているのを知ると剣術を教え始める。ルブリスの婚約者であるアリスティアと親密な仲になっていることを自身の父親を含めた大人たちから危機感を持たれている。
アレンディス・デ・ベリータ
ベリータ公爵家の次男。「若き天才」と称えられるほどの明晰な頭脳の持ち主。緑の髪と瞳を持つ。アリスティアより3つ年上。愛称は「アレン」。アリスティアが転生する前は交流はなかったが、転生後は最初の友人となる。アリスティアと親密な仲になったことで危機感をもった皇帝や宰相である父親から行動を慎むように釘を刺されてしまう。一時期は使節団の一員という形の謹慎処分を受けて帝国から離れている。その間にアリスティアの友人となっていたカルセインと彼女を巡り水面下で争っている。
実はアリスティアに近づいたのは彼女を兄アレクシスの妻に考えていることを話していた父親と母親の会話を聞いたことで自分より親から愛情をもらっているアレクシスが憎く思い、兄から略奪しようと接近。しかし、次第にアリスティアに本当の好意を抱くようになり、帰還後は裏で貴族派のゼナ公爵とアリスティアを害さないという約束で取り引きをし、暗躍していたが貴族派の策略によりアリスティアとカルセインが被害に遭ったことで貴族派を見限り、皇帝とルブリスに自分の罪や貴族派を告発。そして、再び使節団として旅立ってしまう。
美優 (グラスペ)
異世界からやってきた17歳の神秘的な少女。アリスティアより1つ年上。黒い髪と瞳を持つ。皇后となるべくして生まれた神ビタの「選びし子」であり「グラスペ」という名を授かる。アリスティアが転生をする前は彼女を皇妃に追いやる形で皇后となり、ルブリスからの寵愛を受けている。自分の立場である皇后の自覚がなく、礼儀作法や皇后の務めがまともに出来ないことがアリスティアを精神的に追い詰めていた。アリスティアに仲良くしたいと告げていたが彼女が自身より先にルブリスの子を懐妊していることが判明するとそれまでの態度を一変させ、嫉妬した表情を見せている。
アリスティアが転生した後に彼女がまたこの世界に転生してくることを知ると恐るべき存在として警戒されている。
再度、異世界に転生した時には前世の記憶を持っており、皇室かモニーク家、あるいは貴族派のいずれかの養女となる選択を迫られるが自ら貴族派であるゼナ公爵の養女になることを選びルブリスの妃候補としてアリスティアと再び対立する。
ルブリスの好意を得ようと努力するがあしらわれ、皇帝ミルカンからは危篤の際に寝室に入ること、崩御後に墓地に立ち入ることを許されなかった。それでも自身の神聖力を国民の前で披露し、国民からの関心は得るがたびたび提案する政策に穴があり、妃候補して成果を発揮しない上にアリスティアがゼナ公爵の血縁者だと判明するとミルワー侯爵ら多数の貴族派がアリスティアを支持し始めたことで窮地に立たされ不満を漏らすこととなった。
貴族派からの刺客に襲われ、自身はカルセインによって窮地を免れるものの、アリスティアが刺されて瀕死に陥ってしまったことで自身の神聖力を使って復活させ、髪は神聖力を使い切った代償で黒は白くなっている。
前世でのアリスティアの死後、ルブリスがアリスティアを処刑させたことを後悔して精神を病んだことで寵愛を失ってしまう。その後、多数の貴族から見限られたことで反乱を起こされた際に彼に置いて行かれた中で皇女を出産するが、反乱の黒幕であるゼナ公爵によって自身は殺されてしまったことを明かし、ルブリスとゼナ公爵に復讐する目的があったことをアリスティアに語る。
ゼナ公爵の罪に連座する形で本来であれば一族同様に死罪であったが毒を飲んで自害をすることが決定される。しかし、アリスティアを助けたことで彼女からの助命で仮死状態の薬を渡され、表向きはなくなったことになり、リサ王国の監視のもと平民として暮らしいくことになった。

### モニーク家
侯爵の爵位を持つ家門。血の誓いによって皇室への忠誠を誓っている。
派閥は皇帝派。
貴族としての序列は三位。
※本来であれば序列は四位。上の爵位であるゼナ公爵より皇帝への謁見が優先されている。おそらく他にもいる侯爵の中ではトップである。
ケイルアン・ラ・モニーク
アリスティアの父。カスティーナ帝国の第2騎士団長。銀色の髪と青い瞳を持つ。転生前は次期皇后として教育されていたアリスティアにあまり接しておらず、アリスティアからは愛されていなかったと思われていた。流産をしたショックで絶望している彼女を見かねて皇宮から実家に連れ帰ると告げた後に美優を襲い彼女のお腹の子を殺した黒幕としての容疑にかけられて処刑されてしまう。
二度目の人生では、愛情をアリスティアに注いでおり、お父様ではなく、「パパ」と呼ばれることが嬉しい様子。誕生日には、剣や人形を渡している。
アリスティアのモニーク家を継ぐという意思を尊重している。
ジェレミア・ラ・モニーク
アリスティアの母。赤い髪に琥珀色の瞳を持ち、アリスティアと瓜二つの目鼻立ちをしている。アリスティアが4歳のころに亡くなっている。
リナ
アリスティアの専属メイド。朱色の髪と瞳を持つ。
リーグ卿
第2騎士団の騎士。茶色の髪と瞳を持つ。

### ラス家
公爵の爵位を持つ家門。
派閥は皇帝派。
貴族としての序列は一位。
皇女を妻に迎え入れており、皇室とは親戚関係である。
アルキント・デ・ラス
カルセインの父。カスティーナ帝国第1騎士団長。赤い髪と瞳を持つ。ケイルアンとルースとは親友。
皇女であった妻のエルニアに惚れてその後、結婚。惚気話をするまでカルセインに政略結婚だと勘違いされていた。
騎士になることを志しているアリスティアを自身の騎士団に補佐官として雇い、時には気遣う良き上司でもある。
エルニア・シャーナ・デ・ラス
カルセインの母。帝国唯一の皇女であり、皇帝ミルカンの妹。水色の髪と瞳を持つ。
兄である皇帝を快く思っておらず、甥であるルブリスが自分の子供たちと仲良くしてほしくないと考えている。その為、彼には厳しく冷たい態度を取っている。
実はケイルアンとは元婚約者同士。
カイシアン・デ・ラス
カルセインの兄。赤い髪と瞳を持つ。
血気盛んであるカルセインとは違って真面目で落ち着いている。ルブリスの皇妃選びのために招かれたルア王国の王女プリンシアの護衛として配属されるが彼女に惚れてしまう。
彼女の本来の目的が帝国と同盟を結ぶために特使として来ていたと知ると思いきってプロポーズをして恋人からの付き合いから始めることになる。
結婚後は男児に恵まれている。

### ベリータ家
派閥は皇帝派。
貴族としての序列は二位。
ルース・デ・ベリータ
アレンディスの父。カスティーナ帝国の宰相。緑の髪と瞳を持ち、メガネをかけている。ケイルアンとアルキントとは親友。妻であるセルビアーナとは政略結婚をしたように見えるが実は結婚前から惚れていて他の男に求婚される前に自分の妻にすべく、計画して結婚まで持っていった策士でもある。息子であるアレンディスが自身を超越している才能があると知ると距離を置くようになり、病弱である長男のアレクシスに愛情を注ぐ。アレンディスがアリスティアと親密になりすぎていることを知ると彼に警告をして釘を刺している。アリスティアの婚約が白紙になる可能性が出てくるとアリスティアをアレクシスの妻にしたい考えをセルビアーナに打ち明けている。
セルビアーナ・デ・ベリータ
アレンディスの母。茶色の髪と瞳を持つ。
穏やかで上品な女性。ルースから愛され二人の息子に恵まれている。病弱なアレクシスに付きっきりでアレンディスからは愛されていないと思われてしまっている。
アレクシス・デ・ベリータ
アレンディスの兄。深緑の髪と茶色の瞳を持つ。生まれながらに病弱で両親の愛情を受けている。その一方でアレンディスが愛情を受けてないことに気がついておらず、彼の心が歪んでしまう原因になる。

### 皇室
ミルカン・ル・シャーナ・カスティーナ
ルブリスの父。カスティーナ帝国33代目皇帝。白い髪と髭に水色の瞳を持つ。皇帝としては聖君と呼ばれているほど歴代皇帝の中でも評価は高い。
アリスティアのことを幼少期の頃から娘のように可愛がっている。一方で息子であるルブリスには次期皇帝として期待しており、愛する故に厳しく当たっている。
ゼナ公爵をすぐに断罪することはせずに改心させる機会を与えるが、その思いは届かなかった。
ハレン・ス・ディマルク
ルブリスの付き人にして良き理解者。金髪に緑色の瞳を持つ。ルブリスの予期せぬ来客の対応などで時折苦労することも。
ミルカンの皇后
ミルカンの正妻。アリスティアが9歳の時点で既に故人。本名は不明。赤髪でツリ目の女性。ルブリスには一切、母親としての愛情を向けずに冷たく接していた。一方で夫である皇帝と同様にまだ幼いアリスティアのことを大切にしていた。生前はジェレミアと親交していた模様。

### 近衛騎士
シーモア卿
近衛騎士団の騎士。ケイルアン率いる第二騎士団が遠征に出た後に皇帝陛下がアリスティアに付けた護衛騎士。アリスティアとカルセインに剣術の指導をする。
ジューヌ卿
近衛騎士団の騎士。ケイルアン率いる第二騎士団が遠征に出た後に、皇帝陛下がアリスティアに付けた騎士。シーモア卿と一緒にアリスティアの護衛を務める。ノベル版では、第二騎士団のリアン卿とは友人である。

### 帝国貴族
貴族派
ビクトール・デ・ゼナ
ゼナ公爵。貴族派の筆頭。最大の黒幕。
帝国貴族としての序列は四位。本来であれば序列は三位だが爵位が下であるモニーク家が優先されていることを快く思っていない。皇帝派の中でもモニーク家当主であるケイルアンとの仲は険悪で娘のアリスティアに対して対面しては嫌味を言ってくる。美優を自身の養女にして皇帝派と本格的に対立することとなる。
実はアリスティアの大叔父にあたる人物。アリスティアの祖母でジェレミアの母である自身の妹が幼少期に誘拐され、平民として生きていたことに対して嫌悪感を抱いている。
自分の息がかかった令嬢を皇后にして生まれた子供を帝位の座につけようと企む。ルブリスや婚約者であるアリスティアを毒殺しようとするも失敗に終わってしまう。終盤では自身の配下であるミルワー侯爵に裏切られてこれまでの所業の証言をされてしまい、死刑となる。
ミルワー候爵
父親の事故により跡を継いだ若き侯爵。
ゼナ公爵と皇帝派一味が険悪な空気になってしまった際には貴族派にも関わらず仲裁をするなど貴族派の中でも穏やかな人物。
その一方で良からぬ噂もありアリスティアと親しい人々から警戒をされていたが、終盤では皇帝派に協力してゼナ公爵が黒幕である証言をする。自身も貴族派であったため、爵位の序列が下げられる罰を快く受け入れた。

ライア・セ・ハメル
伯爵の娘でゼナ公爵の親戚。虎の威を借る狐のごとく、ゼナ公爵の権勢を盾に社交界で振る舞っている。他の令嬢とのトラブルを起こしていたり、アリスティアが主催のパーティーではわざとトラブルを起こして彼女を陥れようとしている。美優がゼナ公爵の養女なった際は付き従うようになった。
ゼナ公子
ゼナ公爵の息子。ディアス伯爵の子供が自身が伯爵夫人と密通してできた子供であることをアリスティアに知られて密会現場を取り押さえられてしまう。公爵家の養女となった美優が自身の爵位継承に影響する可能性があることを指摘され、アリスティアから取り引きを持ち掛けられる。
皇帝派
イリア・セ・ジェノア
茶髪の令嬢。社交界では中心的な存在。
アリスティアがいない裏で周りから皇太子妃に相応しいと持て囃されているがこれまでの思いをアリスティアに明かしたのちに和解をする。その後、社交界ではアリスティアの片腕的存在となる。イット王女とゼナ公爵が一方的な主張でアリスティアに詰め寄った際には自ら身を挺して守っている。
キリナ・セ・フィル
金髪の令嬢。アリスティアよりもジェノア嬢のほうが皇太子妃に相応しいと裏で話している。ただの噂好きなだけでアリスティアを陥れる気はない。ジェノア嬢がアリスティアと和解した後に派閥の一人となっている。
カルセインのことが気になっている。
エンテア
シャリア子爵家の令嬢。ピンクの短髪の女性。実家は商団を持っている。
子爵家を継ぐために才能がない兄と後継者争いをしている。
イット王女とゼナ公爵がアリスティアに詰め寄った際にはジェノア嬢とともにアリスティアを守るために自ら王女と公爵の前に立ち塞がった。

### 他国の王女
プリンシア・デ・ルア
ルア王国第二王女。ルブリスの皇妃候補として帝国にやって来る。同じ皇妃候補である王女たちが彼の婚約者であるアリスティアを目の敵にしている中、好意的に接する。滞在中はカイシアンを護衛にしている。
イット王女とゼナ公爵の断罪の時に他の王女たちの悪行を暴露される中、皇太子妃候補を辞退することを申し出る。その場で帝国と同盟を結ぶための特使としてやって来たこと、同盟のために秘かにミルカンとルブリスとの面会を重ねていたことがに明かされ、感謝されている。
帰国の際にカイシアンからプロポーズをされるが互いを知ってからと提案をし、恋人からの付き合いを始める。その後、結婚して男児を出産。次期ラス公爵夫人としてアリスティアや他の皇帝派の令嬢たちと交流している。
モイーラ・デ・イット
イット王国第一王女。貴族派が推している皇太子妃候補として帝国にやって来て早々、ルブリスへ積極的にアプローチをしているがあしらわれている。婚約者であるアリスティアを目の敵にしており、何かと難癖をつけてくる。側室である"皇妃"ではなく、"皇后"の地位を狙う野心家である。
パーティーの際にゼナ公爵とともにアリスティアに難癖をつけて詰め寄り、現場をルブリスと皇帝に見られてしまう。必死に弁明をするが裏でゼナ公爵と不正な取引をしていたこと、さらに母国で贅沢三昧な生活をしてお金を浪費している悪行を暴露されてしまう。
その後、帰国をする際に喚いてアルキントを困らしていた模様。
ベアトリーシャ・デ・リサ
リサ王国第五王女。皇太子妃候補としてやって来たが候補者である王女の中では消極的な姿勢をとっている。
実は王国から同行している護衛の騎士フェデンとは恋仲であり、彼との密会現場をアリスティアとルブリスに目撃されてしまう。しかも、彼との間に子供が出来ており、駆け落ちを計画していたものの、イット王女とゼナ公爵の断罪の際に他国の王女同様に自身の秘密までも暴露されそうになったことで公表しないでほしいと皇帝に懇願したことで覚悟を決めるように忠告される。
その後、帝国に亡命するという形でフェデンとの結婚を許され、彼が男爵の地位を与えられたことで男爵夫人となる。異例の結婚だったこともあり、社交界ではよく思われず馴染めていないことを友人となったアリスティアに心配されている。
建国祭の日に自身を追って帝国に来た兄弟である第三王子に腹部を刺されてしまうが、母子ともに無事であった。

## 用語
カスティーナ帝国
舞台となる千年の歴史を誇る帝国。
ビタ
万物に生命を与える神。代々皇后は神官がビタのお告げに従い決定する。
血の誓い
帝国に伝わる三種魔法の一つ。自身の心臓をかけて交わす契り魔法であり、皇室への忠誠心を誓うものである。

## 反響
ちゆは日本のなろう系における悪役令嬢ものに通ずる小説で、大量生産される異世界へ行く作品のアンチテーゼといえるのが本作で、なろう系でもある胸糞悪い描写が上手いことが一番のセールスポイントであるとしている。
韓国のインターネット上では転生した主人公が結局、ルブリスと相思相愛になる結末に対して彼が罰を受けるどころかハッピーエンドになったことで一部読者が作者や出版社に抗議する騒ぎとなったほど批判され、ちゆもその終わり方は「理解に苦しみます」と否定的である。

## 既刊一覧

### 小説『捨てられた皇妃』
|    | 朝鮮語版発売日 | ISBN              | 日本語版発売日 | ISBN              |
| -- | -------------- | ----------------- | -------------- | ----------------- |
| 1. | 2014年11月7日  | 978-8-92-676435-0 | 2020年8月5日   | 978-4-04-064923-8 |
| 2. | 2014年11月7日  | 978-8-92-676436-7 |                |                   |
| 3. | 2014年11月7日  | 978-8-92-676437-4 |                |                   |
| 4. | 2014年11月7日  | 978-8-92-676438-1 |                |                   |
| 5. | 2014年11月7日  | 978-8-92-676439-8 |                |                   |
| 6. | 2015年5月29日  | 978-8-92-676527-2 |                |                   |

### 漫画『捨てられた皇妃』
| 巻数 | 朝鮮語版発売日 | ISBN              | 日本語版初版発行日（発売日） | ISBN              |
| ---- | -------------- | ----------------- | ---------------------------- | ----------------- |
| 1    | 2018年8月14日  | 979-1-18-932000-3 | 2019年2月5日（同日）         | 978-4-04-065466-9 |
| 2    | 2019年2月12日  | 979-1-18-932008-9 | 2019年7月5日（同日）         | 978-4-04-065646-5 |
| 3    | 2019年9月10日  | 979-1-18-932031-7 | 2020年2月5日（同日）         | 978-4-04-064231-4 |
| 4    | 2020年2月11日  | 979-1-18-932037-9 | 2020年8月5日（同日）         | 978-4-04-064622-0 |
| 5    |                |                   | 2021年3月5日（同日）         | 978-4-04-680291-0 |
| 6    |                |                   | （2022年3月4日）             | 978-4-04-681257-5 |
| 7    |                |                   | （2022年5月2日）             | 978-4-04-681389-3 |
| 8    |                |                   | （2022年8月5日）             | 978-4-04-681627-6 |
| 9    |                |                   | （2022年12月5日）            | 978-4-04-681899-7 |
| 10   |                |                   | （2023年3月3日）             | 978-4-04-682172-0 |
| 11   |                |                   | （2023年6月5日）             | 978-4-04-682513-1 |
| 12   |                |                   | （2023年9月5日）             | 978-4-04-682788-3 |